# Pieusse
Pieusse  est une commune française, située dans l'ouest du département de l'Aude en région Occitanie.
Sur le plan historique et culturel, la commune fait partie du Razès, un pays historiquement très étendu, qui ne se résume aujourd'hui qu'aux collines de la Malepère et au bas Razès au centre et au sud, limité par le pays de Sault. Exposée à un climat méditerranéen, elle est drainée par l'Aude, le Sou, le ruisseau de Bouziers et par divers autres petits cours d'eau. La commune possède un patrimoine naturel remarquable composé d'une zone naturelle d'intérêt écologique, faunistique et floristique.
Pieusse est une commune urbaine qui compte 967 habitants en 2022, après avoir connu une forte hausse de la population depuis 1975. Elle appartient à l'unité urbaine de Limoux et fait partie de l'aire d'attraction de Carcassonne. Ses habitants sont appelés les Pieussans et ses habitantes les Pieussanes.
Le patrimoine architectural de la commune comprend quatre  immeubles protégés au titre des monuments historiques : l'oratoire, classé en 1965, l'église Saint-Genest, inscrite en 2003, l'église Saint-André, inscrite en 1951, et le château, classé en 1989.

## Géographie
Commune de l'aire urbaine de Limoux située dans son unité urbaine au nord-est de Limoux et sud-est de Carcassonne à environ trois kilomètres en direction de Saint-Hilaire et domine l'Aude qui forme la limite d'une partie de son territoire. Elle est située sur une butte qui domine la vallée du Razès au nord. Cet endroit privilégié a permis d'y implanter un château pour surveiller l'accès vers le sud. Vers l'est, les collines sont couvertes de vignes qui produisent la blanquette de Limoux.

### Communes limitrophes
Les communes limitrophes sont  Cépie, Gardie, Limoux, Pomas, Saint-Hilaire, Saint-Martin-de-Villereglan et Villar-Saint-Anselme.
| Cépie                       |         | Pomas                 |
| Saint-Martin-de-Villereglan | Pieusse | Saint-Hilaire, Gardie |
|                             | Limoux  | Villar-Saint-Anselme  |

### Écarts et lieux-dits
- Les Gaffous, Saint-André, les Bouziers, Fourn, Fages, la Flotte, la Barrière-de-Saint-Martin, Flassa, Jacquette, Fourque, Malric, la Buade, Domaine de Flassian[2],[3].
- col de Saint-André (360 m), col du Bosc (240 m).

### Géologie et relief
La superficie de la commune est de 1 292 hectares ; son altitude varie de 147  à   387 mètres.

### Voies de communication et transports
La commune est desservie par la route départementale 118 qui mène à Limoux et à Carcassonne, la RD 504 qui conduit à Pomas et la RD 104 qui relie Limoux à Saint-Hilaire.

### Hydrographie
La commune est dans la région hydrographique « Côtiers méditerranéens », au sein du bassin hydrographique Rhône-Méditerranée-Corse. Elle est drainée par l'Aude, le Sou, le ruisseau de Bouziers, le ruisseau de Carcassès, le ruisseau de Marlie et le ruisseau de Rivals, qui constituent un réseau hydrographique de 15 km de longueur totale,.
L'Aude, d'une longueur totale de 223,59 km, prend sa source dans la commune des Angles et s'écoule du sud vers le nord. Elle traverse la commune et se jette dans le golfe du Lion à Fleury, après avoir traversé 73 communes.
Le Sou, d'une longueur totale de 29,5 km, prend sa source dans la commune de Lignairolles et s'écoule du sud-ouest vers le nord-est puis vers l'est. Il traverse la commune et se jette dans l'Aude sur le territoire communal, après avoir traversé 17 communes.

### Climat
Pour des articles plus généraux, voir Climat de l'Occitanie et Climat de l'Aude.
En 2010, le climat de la commune est de type climat méditerranéen altéré, selon une étude s'appuyant sur une série de données couvrant la période 1971-2000. En 2020, Météo-France publie une typologie des climats de la France métropolitaine dans laquelle la commune est dans une zone de transition entre le climat océanique altéré et le climat de montagne ou de marges de montagne et est dans une zone de transition entre les régions climatiques « Aquitaine, Gascogne » et « Pyrénées orientales ».
Pour la période 1971-2000, la température annuelle moyenne est de 13,6 °C, avec une amplitude thermique annuelle de 15,7 °C. Le cumul annuel moyen de précipitations est de 737 mm, avec 9,8 jours de précipitations en janvier et 4,7 jours en juillet. Pour la période 1991-2020, la température moyenne annuelle observée sur la station météorologique la plus proche, située sur la commune de Limoux à 3 km à vol d'oiseau, est de 13,6 °C et le cumul annuel moyen de précipitations est de 666,0 mm,. Pour l'avenir, les paramètres climatiques de la commune estimés pour 2050 selon différents scénarios d'émission de gaz à effet de serre sont consultables sur un site dédié publié par Météo-France en novembre 2022.

### Milieux naturels et biodiversité

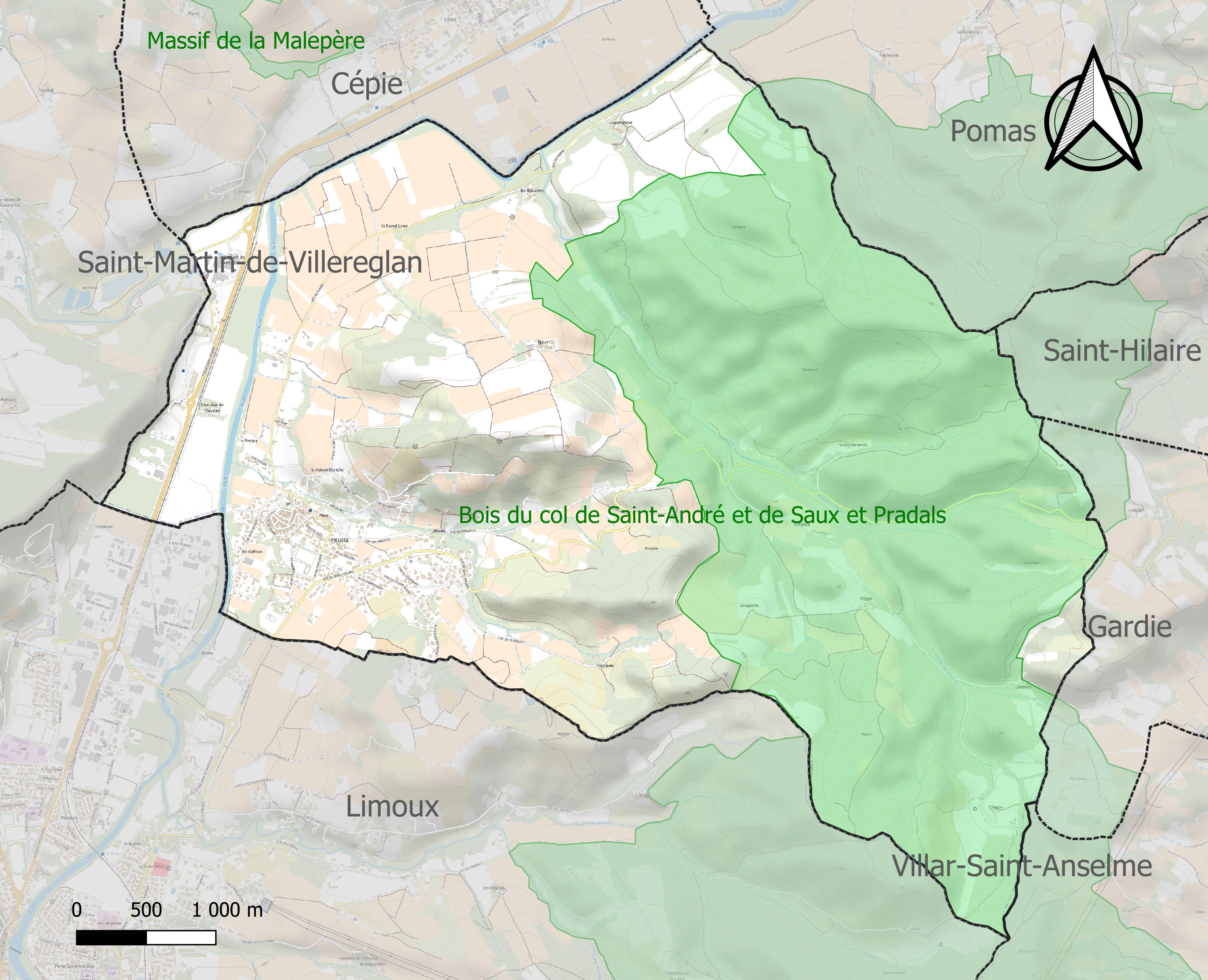
Carte de la ZNIEFF de type 1 localisée sur la commune.

L’inventaire des zones naturelles d'intérêt écologique, faunistique et floristique (ZNIEFF) a pour objectif de réaliser une couverture des zones les plus intéressantes sur le plan écologique, essentiellement dans la perspective d’améliorer la connaissance du patrimoine naturel national et de fournir aux différents décideurs un outil d’aide à la prise en compte de l’environnement dans l’aménagement du territoire.
Une ZNIEFF de type 1 est recensée sur la commune :
le « bois du col de Saint-André et de Saux et Pradals » (1 290 ha), couvrant 7 communes du département.

## Urbanisme

### Typologie
Au 1er janvier 2024, Pieusse est catégorisée petite ville, selon la nouvelle grille communale de densité à 7 niveaux définie par l'Insee en 2022.
Elle appartient à l'unité urbaine de Limoux, une agglomération intra-départementale dont elle est une commune de la banlieue,. Par ailleurs la commune fait partie de l'aire d'attraction de Carcassonne, dont elle est une commune de la couronne,. Cette aire, qui regroupe 115 communes, est catégorisée dans les aires de 50 000 à moins de 200 000 habitants,.

### Occupation des sols
L'occupation des sols de la commune, telle qu'elle ressort de la base de données européenne d’occupation biophysique des sols Corine Land Cover (CLC), est marquée par l'importance des territoires agricoles (49 % en 2018), en diminution par rapport à 1990 (54,4 %). La répartition détaillée en 2018 est la suivante : 
forêts (40,7 %), cultures permanentes (31 %), zones agricoles hétérogènes (13,3 %), milieux à végétation arbustive et/ou herbacée (6,5 %), zones urbanisées (3,7 %), prairies (2,9 %), terres arables (1,7 %). L'évolution de l’occupation des sols de la commune et de ses infrastructures peut être observée sur les différentes représentations cartographiques du territoire : la carte de Cassini (XVIIIe siècle), la carte d'état-major (1820-1866) et les cartes ou photos aériennes de l'IGN pour la période actuelle (1950 à aujourd'hui).

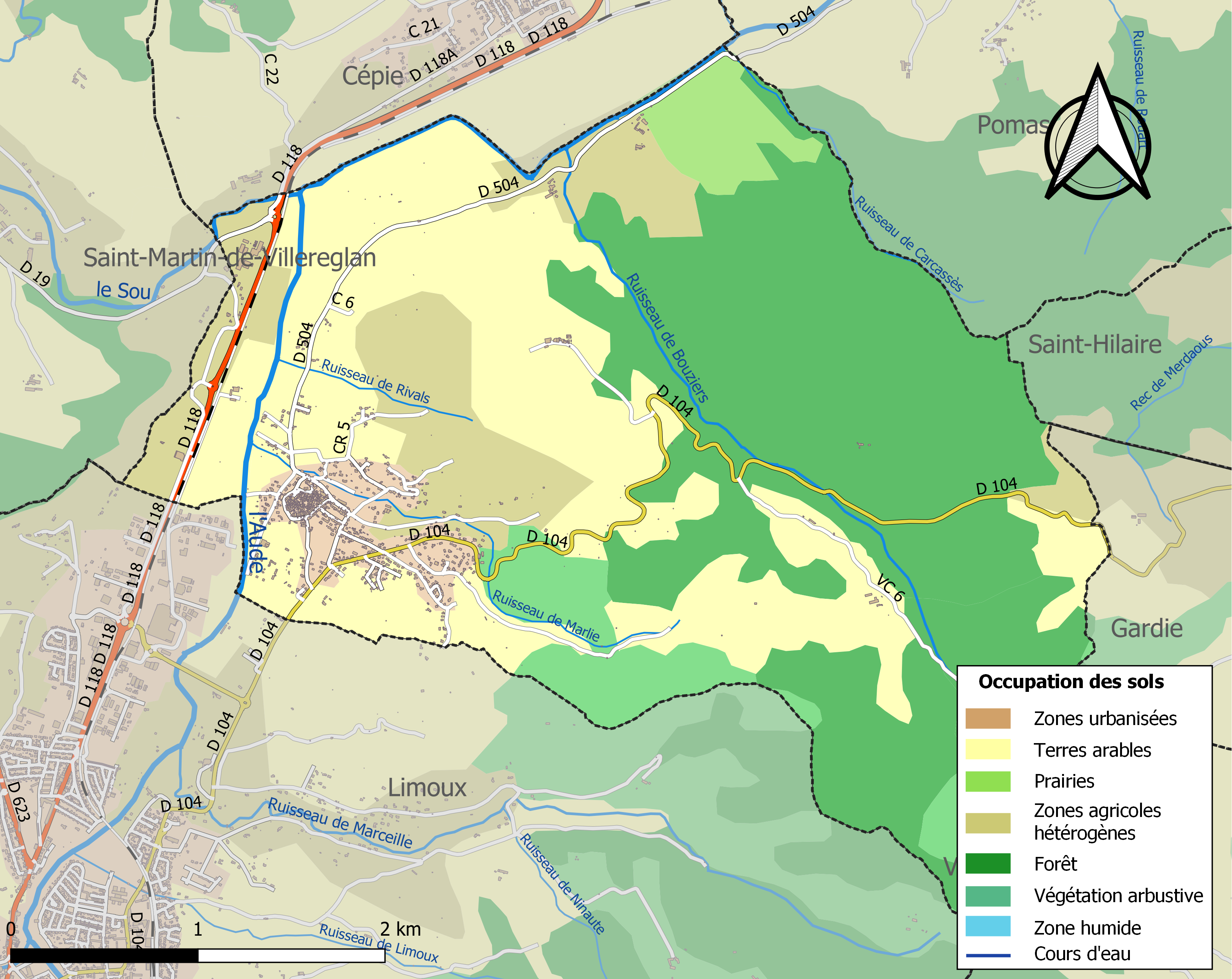
Carte des infrastructures et de l'occupation des sols de la commune en 2018 (CLC).

### Risques majeurs
Le territoire de la commune de Pieusse est vulnérable à différents aléas naturels : météorologiques (tempête, orage, neige, grand froid, canicule ou sécheresse), inondations, feux de forêts et séisme (sismicité faible). Il est également exposé à deux risques technologiques, le transport de matières dangereuses et la rupture d'un barrage. Un site publié par le BRGM permet d'évaluer simplement et rapidement les risques d'un bien localisé soit par son adresse soit par le numéro de sa parcelle.

#### Risques naturels
Certaines parties du territoire communal sont susceptibles d’être affectées par le risque d’inondation par débordement de cours d'eau, notamment le ruisseau de Glandes. La commune a été reconnue en état de catastrophe naturelle au titre des dommages causés par les inondations et coulées de boue survenues en 1982, 1990, 1992, 1996, 1999, 2009, 2018 et 2020,.

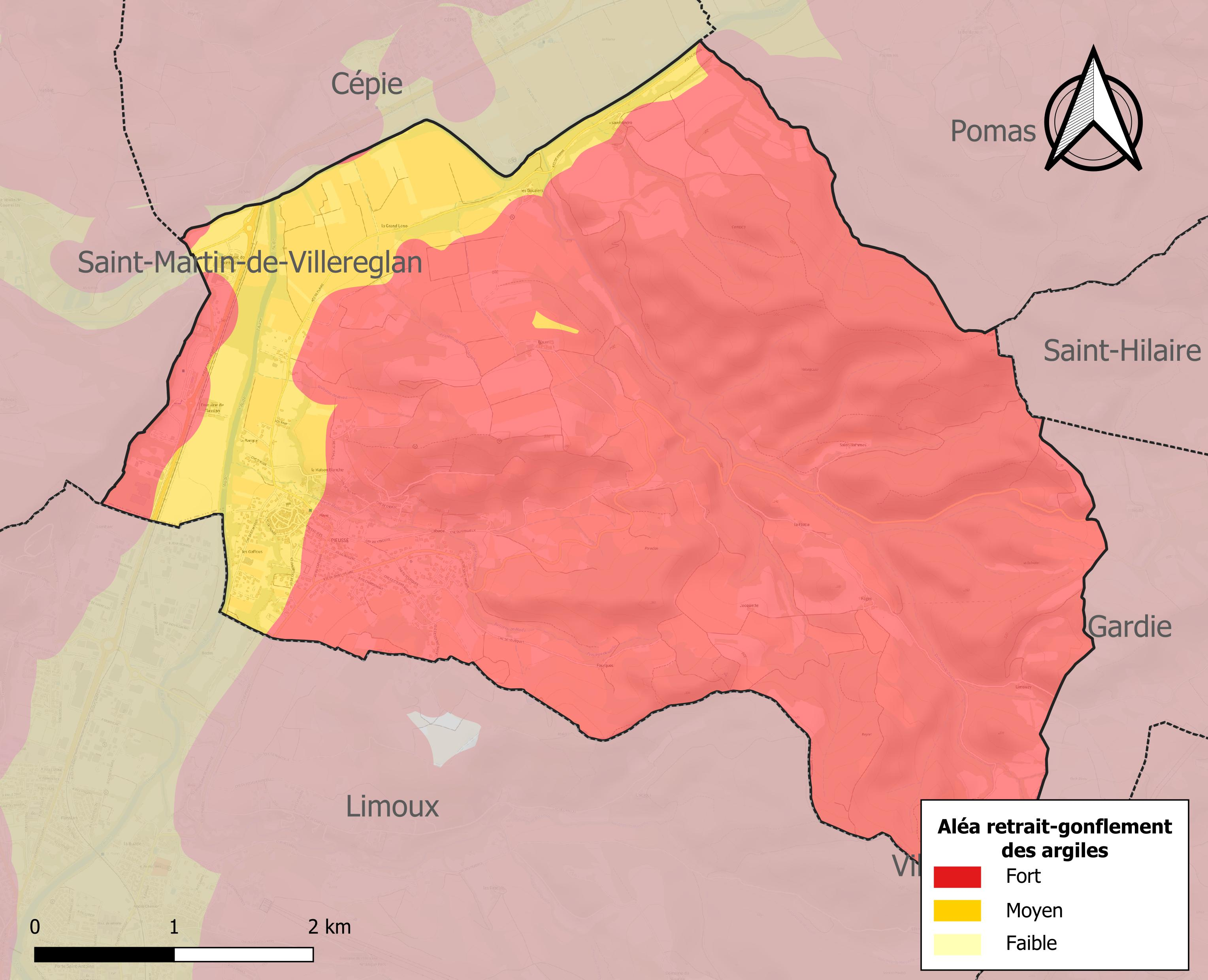
Carte des zones d'aléa retrait-gonflement des sols argileux de Pieusse.

Le retrait-gonflement des sols argileux est susceptible d'engendrer des dommages importants aux bâtiments en cas d’alternance de périodes de sécheresse et de pluie. La totalité de la commune est en aléa moyen ou fort (75,2 % au niveau départemental et 48,5 % au niveau national). Sur les 519 bâtiments dénombrés sur la commune en 2019, 519 sont en aléa moyen ou fort, soit 100 %, à comparer aux 94 % au niveau départemental et 54 % au niveau national. Une cartographie de l'exposition du territoire national au retrait gonflement des sols argileux est disponible sur le site du BRGM,.

#### Risques technologiques
Le risque de transport de matières dangereuses sur la commune est lié à sa traversée par une route à fort trafic. Un accident se produisant sur une telle infrastructure est en effet susceptible d’avoir des effets graves au bâti ou aux personnes jusqu’à 350 m, selon la nature du matériau transporté. Des dispositions d’urbanisme peuvent être préconisées en conséquence.
La commune est en outre située en aval des barrages de Matemale et de Puyvalador, deux ouvrages de classe A, situés dans le département des Pyrénées-Orientales. À ce titre elle est susceptible d’être touchée par l’onde de submersion consécutive à la rupture d'un de ces ouvrages.

## Toponymie
Le nom du village a évolué progressivement. Les formes varient : la plus ancienne connue est castrum Puncianum (1119), puis on rencontre Punciano, Pinciano, Piussano, Piussan (1552) et Pieussan le Vieil. Castrum Puncianum proviendrait du nom de la personne Pincius ayant possédé le domaine. Ainsi, le Castrum Puncianus de l'époque gallo-romaine serait la ville de Pincius ou la place forte de Pincius. On note une régression de l'accent sur la syllabe initiale, comme cela arrive en languedocien[réf. nécessaire] : Piussan, prononcé *Piussà > Piussa (forme occitane, qui pourrait bien s'écrire Piuça, en accord avec l'étymologie supposée).

## Histoire
L'histoire du village de Pieusse remonte à l'époque gallo-romaine. Son nom était alors Castrum Puncianum. Sa situation stratégique sur la colline permettait de défendre l'accès à la haute vallée de l'Aude. Au VIIe siècle, le village est démoli par les Sarrasins et le château fort de Pieusse est brûlé.[réf. nécessaire]
En 1119, une bulle du pape Calixte II cite le castrum Puncianum et ecclesiam. En 1221, la place forte de Pieusse est prise par Raymond-Roger, comte de Foix, alors que le domaine était sous la suzeraineté d'Amaury de Montfort, fils de SImon de Montfort mort en 2018, vicomte de Carcassonne. Entre 1222 et 1225, à Pieusse, le concile cathare créé l’évêché cathare du Razès.
Jusqu'à la Révolution, l'archevêque de Narbonne était le seigneur d'une baronnie comprenant Pieusse, Routier et Alaigne.
En 1574, durant les guerres de religion, une troupe armée de protestants occupe le moulin de Pieusse. Les habitants incendient alors le moulin pour les faire fuir.

## Politique et administration

### Administration municipale
Le nombre d'habitants au recensement de 2011 étant compris entre 500 et 1 499 habitants, le nombre de membres du conseil municipal pour l'élection de 2014 est de quinze,.

### Rattachements administratifs et électoraux
Commune faisant partie de l'arrondissement de Limoux de la communauté de communes du Limouxin et du canton de Limoux.

### Liste des maires
| Période                                  | Période  | Identité                | Étiquette      | Qualité                    |
| ---------------------------------------- | -------- | ----------------------- | -------------- | -------------------------- |
| 1971                                     | 2008     | Jean-Pierre Robert      | PS             |                            |
| 2008                                     | 2014     | Christian-Robert Bonnet | PS             | cadre SNCF retraité        |
| 2014                                     | 2020     | André Riba              | Divers Gauche  | Retraité de l’enseignement |
| 2020                                     | En cours | Yves Cabanne            | Non communiqué |                            |
| Les données manquantes sont à compléter. |          |                         |                |                            |

## Population et société

### Démographie
L'évolution du nombre d'habitants est connue à travers les recensements de la population effectués dans la commune depuis 1793. Pour les communes de moins de 10 000 habitants, une enquête de recensement portant sur toute la population est réalisée tous les cinq ans, les populations de référence des années intermédiaires étant quant à elles estimées par interpolation ou extrapolation. Pour la commune, le premier recensement exhaustif entrant dans le cadre du nouveau dispositif a été réalisé en 2008.

En 2022, la commune comptait 967 habitants, en évolution de −3,4 % par rapport à 2016 (Aude : +2,65 %, France hors Mayotte : +2,11 %).
| 1793 | 1800 | 1806 | 1821 | 1831 | 1836 | 1841 | 1846 | 1851 |
| ---- | ---- | ---- | ---- | ---- | ---- | ---- | ---- | ---- |
| 650  | 650  | 635  | 712  | 754  | 706  | 708  | 669  | 440  |

| 1856 | 1861 | 1866 | 1872 | 1876 | 1881 | 1886 | 1891 | 1896 |
| ---- | ---- | ---- | ---- | ---- | ---- | ---- | ---- | ---- |
| 510  | 509  | 539  | 523  | 526  | 550  | 569  | 605  | 586  |

| 1901 | 1906 | 1911 | 1921 | 1926 | 1931 | 1936 | 1946 | 1954 |
| ---- | ---- | ---- | ---- | ---- | ---- | ---- | ---- | ---- |
| 617  | 584  | 531  | 483  | 502  | 520  | 511  | 502  | 504  |

| 1962 | 1968 | 1975 | 1982 | 1990 | 1999 | 2006 | 2008 | 2013  |
| ---- | ---- | ---- | ---- | ---- | ---- | ---- | ---- | ----- |
| 459  | 458  | 532  | 697  | 877  | 906  | 927  | 933  | 1 012 |

| 2018 | 2022 | - | - | - | - | - | - | - |
| ---- | ---- | - | - | - | - | - | - | - |
| 973  | 967  | - | - | - | - | - | - | - |

| selon la population municipale des années : | 1968 | 1975 | 1982 | 1990 | 1999 | 2006 | 2009 | 2013 |
| Rang de la commune dans le département      | 98   | 91   | 74   | 64   | 66   | 70   | 72   | 76   |
| Nombre de communes du département           | 592  | 582  | 586  | 588  | 588  | 588  | 589  | 589  |

### Économie et services
Les habitants de Pieusse vivent de l'agriculture et plus particulièrement de la viticulture. De nombreux propriétaires détiennent quelques parcelles de vigne. La majorité de la population active est cependant ouvrier et employé des industries et services de Limoux.

### Service public
Très peu de services sont disponibles à Pieusse en raison de sa proximité avec Limoux. La poste, l'école et la mairie constituent les seuls services publics disponibles sur la commune.

### Enseignement
Pieusse fait partie de l'académie de Montpellier.
La commune possède un groupe scolaire, maternelle et primaire.

## Économie

### Revenus
En 2018  (données Insee publiées en septembre 2021), la commune compte 418 ménages fiscaux, regroupant 952 personnes. La médiane du revenu disponible par unité de consommation est de 20 640 € (19 240 € dans le département).

### Emploi
| Division       | 2008   | 2013   | 2018   |
| -------------- | ------ | ------ | ------ |
| Commune        | 5 %    | 7,9 %  | 8,7 %  |
| Département    | 10,2 % | 12,8 % | 12,6 % |
| France entière | 8,3 %  | 10 %   | 10 %   |

En 2018, la population âgée de 15 à 64 ans s'élève à 553 personnes, parmi lesquelles on compte 74,7 % d'actifs (66 % ayant un emploi et 8,7 % de chômeurs) et 25,3 % d'inactifs,. Depuis 2008, le taux de chômage communal (au sens du recensement) des 15-64 ans est inférieur à celui de la France et du département.
La commune fait partie de la couronne de l'aire d'attraction de Carcassonne, du fait qu'au moins 15 % des actifs travaillent dans le pôle,. Elle compte 77 emplois en 2018, contre 107 en 2013 et 99 en 2008. Le nombre d'actifs ayant un emploi résidant dans la commune est de 374, soit un indicateur de concentration d'emploi de 20,6 % et un taux d'activité parmi les 15 ans ou plus de 50,9 %.
Sur ces 374 actifs de 15 ans ou plus ayant un emploi, 38 travaillent dans la commune, soit 10 % des habitants. Pour se rendre au travail, 94,4 % des habitants utilisent un véhicule personnel ou de fonction à quatre roues, 3,7 % s'y rendent en deux-roues, à vélo ou à pied et 1,9 % n'ont pas besoin de transport (travail au domicile).

## Culture et festivités

### Activités sportives
Chasse, randonnée pédestre, pétanque,football

## Culture locale et patrimoine

### Lieux et monuments

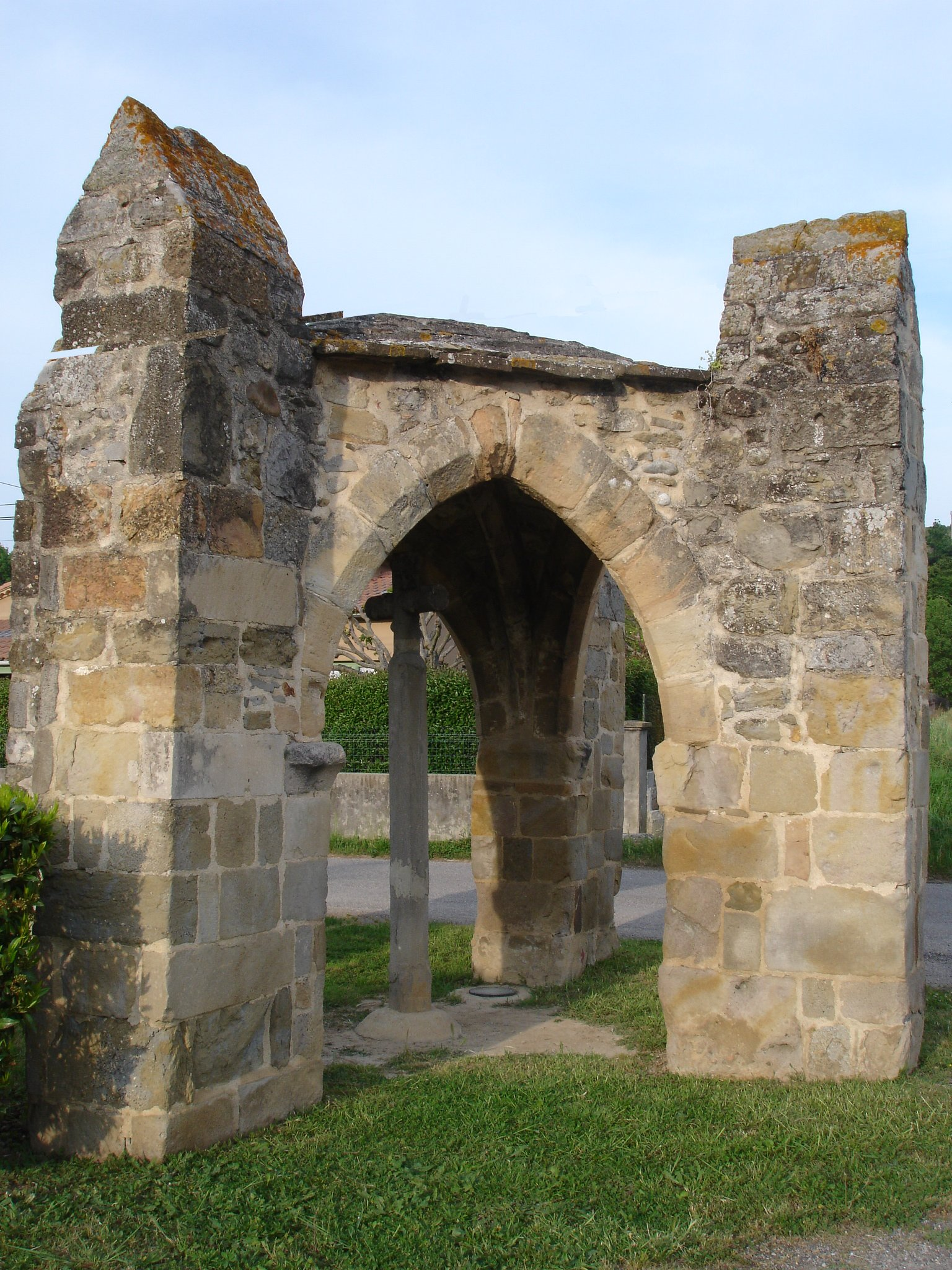
Oratoire de Pieusse.

- Le château de Pieusse a été construit aux environs de 1140 à 1145, sous le règne du roi Louis VII le Jeune par les comtes de Foix. Il a été classé monument historique en 1989[45].
- L'église Saint-Genest datant du XIe siècle, inscrite MH en 2003[46].
- l'église rurale de Saint-André datant du XIe siècle et inscrite sur l'inventaire des monuments historiques en 1951[47].
- l'église de Saint-Jammes aujourd'hui en ruine,
- l'oratoire champêtre situé au croisement de la rue de la Barque et de la route de Pomas est un monument religieux de style gothique datant du XIIe siècle destiné à la prière. Ce monument est classé monument historique par arrêté du 31 mai 1965[48]. Sa restauration fut effectuée sous le mandat de François Barrabes, maire. Ce monument serait un lieu de passage pour les pèlerins se rendant à Saint-Jacques-de-Compostelle puisque quatorze coquilles sont sculptées sur la croix. Il est aussi possible que ce monument ait été érigé pour aider au passage dangereux du gué menant à une chapelle. C'est un monument rare en France. Il a été restauré en 1859 puis la toiture fut refaite en 1968.

### Personnalités liées à la commune
- Benoît de Termes, diacre cathare du Razès, élu évêque cathare du Razès au concile de Pieusse en 1226[49]

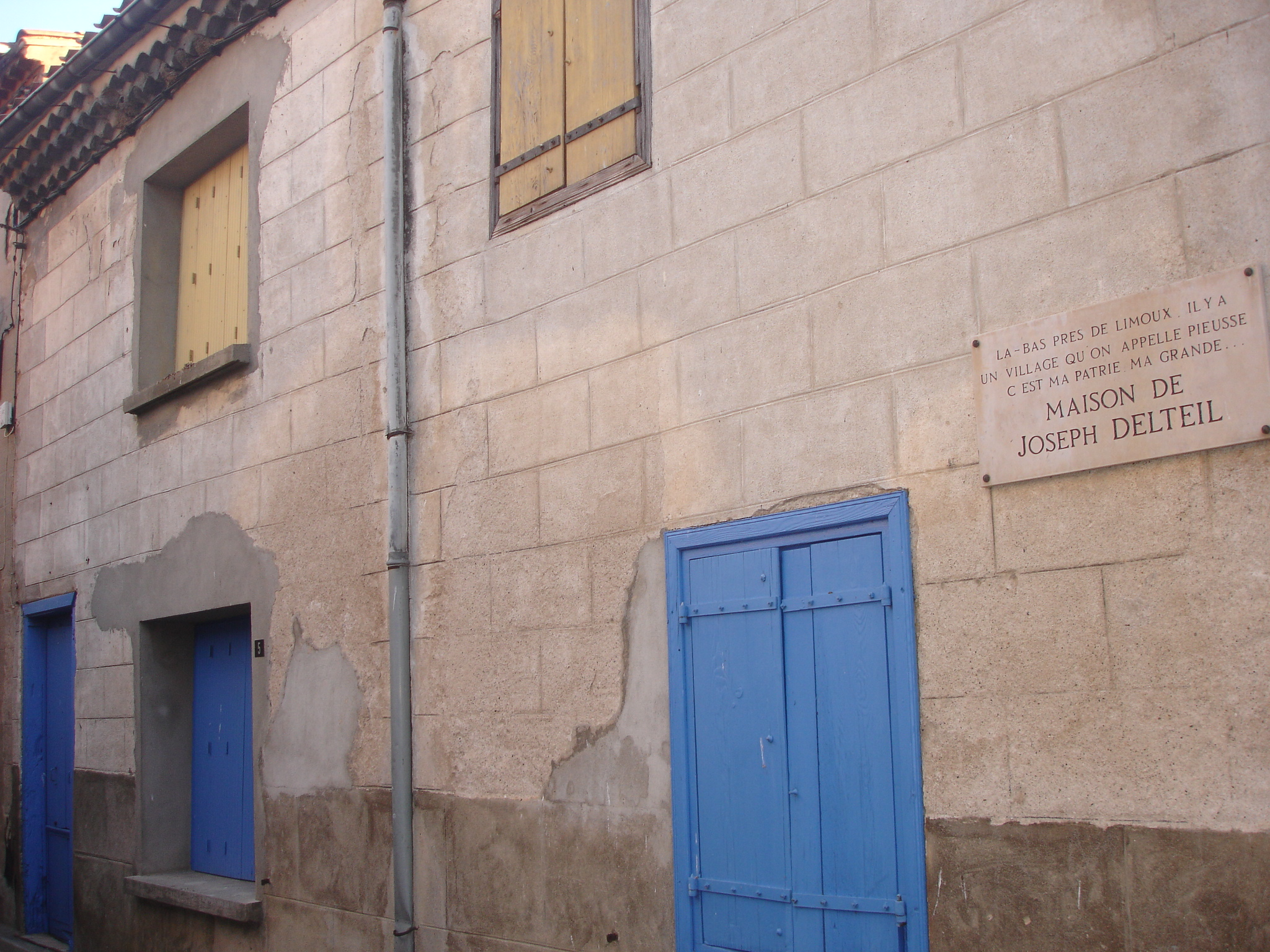
Maison de Joseph Delteil dans les rues de Pieusse.

- Fortuné Labatut-Brousses. Il est le premier député républicain de l’Aude élu en 1871. Il laissa toute sa fortune aux pauvres de Pieusse. Sa demeure est devenue la mairie actuelle. Elle accueillait aussi l'école et la maison d'habitation de l'instituteur.
- Antoine Mestre. Poète, chantre du terroir et enfant du Pays. Il meurt durant la Seconde Guerre mondiale.
- Joseph Delteil (1894-1978) est un écrivain connu né à Villar-en-Val, dans l'Aude ; ses parents s'installèrent à Pieusse en 1898. Il s'installa à Paris en 1920 puis en 1937 à la Tuilerie de la Massanne à Grabels près de Montpellier où il vécut jusqu'à son décès en 1978 en compagnie de son épouse Caroline Dudley[50]. Il est inhumé au cimetière de Pieusse. Il a obtenu le prix Fémina en 1925 pour son roman Jeanne d'Arc.
- Auguste Clarou. Né le 13 janvier 1830 à Limoux et décédé le 17 mars 1881 à Limoux. Banquier, époux de Irma Borie propriétaire à Pieusse, un des dirigeants républicains de l'Aude à la fin du Premier Empire et sous la IIIe République[51].
- Armand Clarou. Né le 6 décembre 1860 à Pieusse et décédé au Vigan (Gard) en 1927. Fils d'Auguste Clarou et d'Irma Borie, docteur en médecine, député radical socialiste du Gard 1924-1927. Inhumé au cimetière Saint-Martin à Limoux.

### Héraldique
|  | La commune de Pieusse porte : D'argent, au lion léopardé de gueules accompagné de trois croissants du même. Ce blason est celui du dernier archevêque de Narbonne, Arthur Richard Dillon. |

Les communes d'Alaigne, de Bize-Minervois, de Gruissan et de Routier, qui sont aussi d'anciens fiefs de l'archevêque de Narbonne, ont les mêmes armoiries.

## Pour approfondir